# Eva Lechner
Eva Lechner (ur. 1 lipca 1985 w Bolzano) – włoska kolarka górska, szosowa i przełajowa, wielokrotna medalistka mistrzostw świata i Europy MTB oraz brązowa medalistka mistrzostw świata w kolarstwie przełajowym.

## Kariera
Pierwszy sukces w karierze Eva Lechner osiągnął w 2005 roku, kiedy reprezentacja Włoch w składzie: Marco Bui, Tony Longo, Eva Lechner i Johannes Schweiggl zdobyła srebrny medal w sztafecie cross-country podczas mistrzostw świata MTB w Livigno. Wynik ten Włosi z Lechner w składzie powtórzyli na mistrzostwach świata w Rotorua w 2006 roku, a na rozgrywanych dwa lata później mistrzostwach w Val di Sole reprezentacja Włoch zajęła trzecie miejsce. Wspólnie z Marco Aurelio Fontaną, Gerhardem Kerschbaumerem i Cristianem Cominellim zdobyła złoto w tej samej konkurencji podczas mistrzostw świata w Canberze. Kolejny tytuł zdobyła razem z Fontaną, Beltainem Schmidem i Lucą Braidotem na mistrzostwach w Leogang w 2012 roku. W międzyczasie wystąpiła na mistrzostwach świata w Champéry w 2011 roku, gdzie zdobyła dwa medale. Najpierw wspólnie z Gerhard Kerschbaumerem, Lorenzo Samparisim i Fontaną była trzecia w sztafecie, a kilka dni później zdobyła brąz w cross-country. W tym drugim wyścigu wyprzedziły ją jedynie Kanadyjka Catherine Pendrel i Polka Maja Włoszczowska. W 2008 roku brała udział w igrzyskach olimpijskich w Pekinie, gdzie była szesnasta. Na rozgrywanych cztery lata później igrzyskach w Londynie rywalizację ukończyła na siedemnastej pozycji. Włoszka wielokrotnie zdobywała medale mistrzostw Europy w różnych kategoriach wiekowych, między innymi złote w sztafecie na ME w Kluisbergen (2005), ME w Moskwie (2012) i ME w Bernie (2013) oraz w kategorii U-23 na ME w Kapadocji (2007).
W zawodach Pucharu Świata MTB po raz pierwszy na podium stanęła 31 maja 2008 roku w Vallnord, gdzie zajęła drugie miejsce za Margaritą Fullaną z Hiszpanii. Było to jednak jej jedyne podium w sezonie 2008. Pierwsze zwycięstwo odniosła 2 maja 2010 roku w belgijskim Houffalize. W tym samym sezonie wywalczyła jeszcze jedno podium: 25 lipca w Champéry była druga za Szwajcarką Nathalie Schneitter. Wyniki uzyskane w sezonie 2010 pozwoliły jej zająć trzecie miejsce w klasyfikacji końcowej, za Catherine Pendrel i Willow Koerber z USA. Najlepsze wyniki osiągnęła jednak w sezonie 2013, który ukończyła na drugiej pozycji, za Tanją Žakelj ze Słowenii, a przed Czeszką Kateřiną Nash. Trzykrotnie stawała na podium, raz na każdym jego stopniu, zwycięstwo odnosząc 19 maja 2013 roku w niemieckim Albstadt. W sezonie 2013 stała także na podium zawodów PŚ w eliminatorze - 12 września w Hafjell była druga za Szwedką Jenny Rissveds. W klasyfikacji końcowej eliminatora była szósta.
Startuje także w kolarstwie przełajowym. Zdobyła między innymi mistrzostwo Włoch w latach 2009-2010 i 2012-2013. Ponadto w 2014 roku zdobyła brązowy medal na przełajowych mistrzostwach świata w Hoogerheide, przegrywając tylko z Holenderką Marianne Vos. Bierze również udział w wyścigach szosowych, jest między innymi mistrzynią kraju w wyścigu ze startu wspólnego z 2007 roku.